# Oreophrynella huberi
Oreophrynella huberi es una especie de anfibios de la familia Bufonidae.
Es endémica de Venezuela.
Su hábitat natural incluye montanos secos y pantanos.